# Chris Frazier
Christopher Ridgeway Frazier (* 7. září 1967, Bethesda, Maryland, Spojené státy) je americký hudebník, který se stal bubeníkem rockové skupiny Whitesnake v prosinci 2007 a odešel v červnu 2010.